# Kutenai (Indijanci)
Kutenai (Kootenay, Kootenai, Kitunaha, Skalzi; (?) Tushepaw kod Lewisa i Clarka; u znakovnom jeziku White-tailed Deer People) su indijansko pleme ili grupa plemena porodice Kitunahan (Powell) u područjima rijeke Kootenay, jezera Kootenay, Arrow Lake i gornjih tokova rijeke Columbia u Britanskoj Kolumbiji, Montani, Washingtonu i Idahu. Danas su smješteni na rezervatu Flathead u Montani i manjim rezervama u Britanskoj Kolumbiji.

## Ime
Ime Kutenai potječe iz plemenskog naziva Tunaha čije je značenje nepoznato. Prema svojoj životnoj navici da vode život uz rijeku i upotrebi velikih kanua, često su nazivani 'vodeni narod' 'Water people' i to od Flathead Indijanaca (Skelsá-ulk), Indijanaca Nez Percé (Kúspelu), a to je i moguće značenje imena Shalsa'ulko, kojim su ih nazivali Sinkiuse. Sami sebe Kutenai su nazivali Sán'ka ili Asán'ka, ili moguće Ksunka također nepoznatog značenje. Jedan nepoznati autor ovo prevodi kao "People of the Standing Arrow" ili 'narod uspravne strijele', koja im je simbol snage i jedinstva.

## Plemena i bande
Dvije glavne skupine Kutenaja zovu se Upper Kutenai i Lower Kutenai (Flatbow ili Arcs Plats). Lower Kutenai su onaj dio plemena koji je preferirao život uz vodu i ribolov, dok su Upper Kutenai više ovisili o lovu na bizona. Turney-High (1937) navodi osam Kutenai bandi, viz.: nestali Tunáxa ili Tunaha, čiji je dom bio prerija. U Britanskoj Kolumbiji su: Fort Steele (St. Mary's), Creston i Windermere, te banda Akun'kunik' (People-of-the-Place-of-the-Flying-Head) ili Tobacco Plains. U Montani žive bande: Libby i Jennings. U Idahu je jedino banda Bonner's Ferry.

## Povijest
Turney-High (1937) nam kaže da su Kutenai isprva živjeli istočno od planina Rockies, šireći se u najmanju ruku do MacLeoda u Alberti. Njihovo najstarioje naselje nalazilo se u Tobacco Plainsu, i postupno su se širili prema sjeveru, zapadu i jugu, te u skorašnje vrijeme na jugoistok. Godine 1807. utemeljen je Kootenai House. Širenjem međudržavne granice, njihovo područje podijeljeno je između Kanade i SAD-a.

## Život i običaji
Kutenai su najviši i najljepše građeni od svih Indijanaca Britanske Kolumbije. Njihov dom je maleni tepee od kože ili hasura, a važnu ulogu igra i parno kupatilo. Uzdržavali su se lovom, ribolovom i sakupljanjem camas-korijenja. Kod Lower ili Flatbow Kutenaja najvažniji je bio ribolov. Riba se sušila u velikim količinama i čuvala za zimu. Lončarije nisu imali, ali su zato proizvodili vodonepropusne košare u kojima se kuhala hrana uz pomoć usijanog kamenja. Odjeću su nosili kožnu, lica bojali svijetlim bojama i kosu nosili dugu, opuštenu, ili u pletenicama. Socijalna organizacija bila je krajnje jednostavna, bez klanova i tajnih društava. Svaka banda imala je vlastitog hereditarnog (nasljednog) poglavicu. Ropstvo, što je karakteristika Sjeverozapadne obale, bilo je uobičajeno kao i poligamija. Do robova dolazilo se ratom. Grješnim ženama za kaznu se odsijecala jedna od pletenica, umjesto sakaćenja ili ubijanja, kako su prakticirala neka druga indijanska plemena. Djecu siročad prisvajali bi srodnici, a ubojstvo bi se kažnjavalo smrću, ako ne bi došlo do nagodbe s oštećenom stranom. Mrtve su zakapali sa svim nakitom. Njihova religija bio je animizam, a šamanski doktori i tabui su imali veliki utjecaj na narod. Sunce je personificirana žena, najveće i najdobrotvornije božanstvo kojemu odlaze duhovi preminulih. Sveto mjesto hodočašća gdje mogu susresti svoje prijatelje na 'ovom svijetu' nalazi se na jezeru Pend d'Oreille. Najznačajnija svetkovina im je 'riblji festival'.

## Populacija
Mooney (1928) im je procijenio broj na 1,200 (1780), od toga 400-500 u SAD. Godine 1890. broje 554 u SAD i 553 u Britanskoj Kolumbiji. Izvještaj Canadian Departmenta 1924. spominje brojku od 450 Kutenaja a Indian Office SAD-a 129. Prema popisu 1930 u Montani ih ima 185, i u Idahu 101.

## Vanjske poveznice
- Ktunaxa
- Kutenai Indian Tribe History
- Kutenai Indians
- Foto galerija